# L'ultima spiaggia (film 2000)
L'ultima spiaggia (On the Beach) è un film per la TV del 2000 diretto da Russell Mulcahy, remake del film omonimo del 1959 diretto da Stanley Kramer. È la seconda opera tratta dal romanzo apocalittico L'ultima spiaggia del 1957 scritto da Nevil Shute.
È stato trasmesso per la prima volta negli Stati Uniti il 28 maggio 2000.

## Trama
Il telefilm inizia con l'allarme di una sirena (segno di un bombardamento imminente) e successivamente con il lancio di un missile nucleare.
Dopo 45 anni dall'ultima guerra mondiale, sembrava possibile una collaborazione tra USA e URSS per l'inizio di un periodo di pace, ma un conflitto locale fra Taiwan e Cina innesca l'olocausto nucleare (che vede coinvolte tutte le grandi potenze) e la mutua distruzione dei principali paesi dell'emisfero nord. 
In breve tempo, l'emisfero boreale, oltre ad aver subito danni materiali, rimane completamente spopolato, a causa delle radiazioni che si sono sviluppate e che hanno colpito anche nazioni non coinvolte direttamente nel conflitto.
Un sommergibile atomico americano, sotto la guida del comandante Dwight Lyonel Towers, viaggiando sott'acqua, riesce a scampare all'ecatombe e si dirige verso il Pacifico meridionale, per raggiungere le coste dell'Australia, che danno ancora segni di vita.
Si tratta, tuttavia, di una salvezza temporanea: secondo un'operatrice radio di Singapore (che sarebbe poi morta di lì a poco a casa sua) ed il comando australiano di Melbourne, le radiazioni dovrebbero raggiungere le coste dell'Australia entro pochi mesi.
A Melbourne, uno scienziato, durante un congresso, ritiene che le esplosioni nucleari abbiano creato un buco nello strato di ozono nell'emisfero settentrionale e che il massiccio livello di radiazioni ultraviolette abbia fatto diminuire i livelli di radioattività nell'estremo Nord; ciò significherebbe che la vita al di sopra del 60º parallelo Nord potrebbe essere ancora possibile.
Julian Osborne, uno scienziato più accreditato ma anche più pessimista, ritiene invece che la fine sia imminente, prevedibile entro pochi mesi, e che la possibilità di trovare qualcuno ancora vivo nell'emisfero nord sia assai remota.
L'ammiraglio della marina australiana Jack Cunningham spiega che tutti i giorni, alle 11 del mattino circa, via Internet, viene ricevuta una trasmissione video da una località dell'emisfero nord ed affida al comandante Towers il compito di verificare personalmente se la teoria della diminuzione delle radiazioni sia corretta oppure no.
Intanto la vita in Australia si svolge in modo quasi normale; Osborne tenta di riallacciare il rapporto con la sua ex fidanzata Moira Davidson ma non ci riesce; il comandante Towers viene invitato a casa del tenente di vascello Peter Holmes, sposato con Mary Davidson, con la quale hanno avuto una figlia e sul treno conosce la Davison, sorella della moglie di Holmes (e con la quale avrà poi una relazione sentimentale). A casa di Holmes queste persone cercano di vivere gli ultimi momenti di intimità e di relax. 
Il momento decisivo, tuttavia, incombe e il sommergibile è mandato in esplorazione per la verifica della radioattività al Polo Nord e ad Anchorage in Alaska, luogo da cui sarebbe partito il segnale.
Il comandante del sommergibile Towers e lo scienziato Osborne, giunti sul posto, si rendono conto che la radioattività è molto alta: la teoria della diminuzione delle radiazioni al Polo Nord è dunque sbagliata. 
Ad Anchorage, per le strade e negli edifici sono morti tutti; l'emittente funziona alle 11 del mattino, quando il Sole illumina una batteria solare che attiva automaticamente il computer e per qualche minuto trasmette una vecchia registrazione di una giornalista (trovata morta sul posto, suicidatasi dopo aver ingerito una pillola, al sopraggiungere delle radiazioni), costretta suo malgrado a dover documentare in diretta l'inizio della guerra nucleare sul suolo nordamericano.
Deluso, Towers decide di ritornare in Australia, passando però prima da San Francisco, in California, per concedere al suo equipaggio la possibilità di vedere la loro città (distrutta dalla guerra) un'ultima volta.
Arrivati a San Francisco il dolore è immenso: il Golden Gate è crollato a pezzi, i grattacieli sono spunzoni bruciacchiati, la città è un cumulo di macerie; un marinaio, tuttavia, diserta e fugge, perché quella è la sua città e lì vuole morire. 
Di ritorno in Australia la radioattività è aumentata e le persone incominciano ad avere i sintomi da contaminazione radioattiva, nausea e vomito incoercibile, emorragia interna. Il governo, per prevenire le sofferenze della malattia da radiazione, ha distribuito alla popolazione pillole per morire in modo indolore.
Il telefilm si conclude drammaticamente:
- lo scienziato Osborne si suicida schiantandosi con la sua auto da corsa contro un tabellone pubblicitario;
- il tenente di vascello Holmes, insieme alla moglie e alla figlia (ammalatesi gravemente a causa delle radiazioni che hanno raggiunto l'Australia), comprendono che ormai non vi è più nessuna speranza ed assumono la loro dose letale di veleno;
- l'ammiraglio Towers abbandona l'equipaggio al suo destino (i cui membri moriranno durante il viaggio di ritorno per San Francisco) e decide di raggiungere la sua amata Moira sulla spiaggia, per morire accanto a lei.

## Analisi del film
On the beach "l'ultima spiaggia": questo è il titolo inglese del film...
L'ultima spiaggia, intesa come ultima possibilità di sopravvivenza: l'umanità è stata capace di autodistruggersi, e i pochi rimasti devono lottare per non soccombere ad un destino già scritto.
Alcuni di loro, durante il film, cercano di vivere la vita nella maniera più normale possibile, come se non fosse successo nulla; in realtà, però, qualcosa è successo, e questo qualcosa lo possiamo intuire sin dalle prime immagini:
- una sirena d'allarme che risuona (non una sirena qualsiasi, ma una sirena che preannuncia un attacco nucleare);
- il lancio di un missile a testata atomica, diretto verso un luogo sconosciuto;
- il susseguirsi di informazioni sempre più affannose, le quali lasciano intendere una situazione che sta velocemente sfuggendo di mano;
- immagini di persone disperate, che cercano di fuggire, senza una meta precisa;
- il discorso del Presidente degli Stati Uniti, il quale, volendo placare gli animi di giornalisti ormai in preda al panico, spiega (biecamente) che le trattative con il suo omologo cinese sono in corso e che è tutto sotto controllo;
- il successivo fallimento di tali trattative ed il lancio di testate multiple, con il relativo scoppio della guerra e la morte di miliardi di persone.

Chi è stato il primo a "premere il grilletto"?:
- alcuni ritengono responsabili gli americani (notare la scena degli abitanti del luogo che vogliono scacciare il sottomarino atomico americano dalle loro coste o la prima pagina di un giornale in cui compare la scritta "US damned" cioè "maledetti americani")
- altri (il comandante del sottomarino e il suo equipaggio) invece, danno la colpa alla Cina, ritenendola colpevole dell'inizio del conflitto.

In realtà, poco importa chi sia stato: ormai i pochi sopravvissuti hanno i giorni contati.
Volendo analizzare più in dettaglio il film, su quasi tutti aleggia una parola: "speranza".
Ognuno di loro, infatti, nutre speranza che la situazione davvero migliorare e che si possa andare avanti lo stesso, nonostante l'immane catastrofe;
- il comandante Towers nutre speranza quando fa riemergere il suo sottomarino dall'inferno della guerra e crede che l'Australia non sarà toccata dalle radiazioni;
- lo stesso comandante, diretto verso il Polo Nord, legge un messaggio contenente speranza: in esso è scritto "non disperate";
- il tenente di vascello Holmes, di fronte a tale messaggio, si mostra fiducioso nel futuro e inveisce contro Osborne (lo scienziato) in quanto ritenuto un "bastian contrario";
- lo stesso tenente di vascello, di fronte al prosieguo del messaggio, cerca di dare spiegazioni assurde, pur di coltivare quella flebile "speranza" che vi sia ancora qualcuno ancora vivo nell'emisfero nord;
- la moglie del tenente è sicura che le radiazioni non giungeranno mai in Australia e che saranno risucchiate verso nord (riporta le informazioni di un presunto scienziato ascoltate per radio);
- l'equipaggio del comandante Towers, che fino alla fine spera in una sopravvivenza del genere umano al di sopra del 60 parallelo nord;
- il comando australiano di Melbourne, il quale manda Towers in esplorazione, per verificare la veridicità di tali ipotesi.

Si tratta, però, di una "falsa speranza": il loro ottimismo sarà ben presto cancellato dall'evolversi degli eventi e saranno costretti a dover affrontare la dura e cruda realtà.
L'unico che sin dall'inizio si è sempre mostrato realista di fronte agli eventi è lo scienziato Osborne: 
- è l'unico che cerca di spiegare come stiano veramente le cose ad ogni personaggio incontrato durante il film;
- è l'unico che in cuor suo sa che la vita sul pianeta ha le ore contate;
- è l'unico che non si lascia travolgere dal facile entusiasmo che ha contagiato tutti gli altri;
- è l'unico che si becca minacce, urla, insulti dagli altri, forse proprio per la sua diversa veduta delle cose;
- è l'unico, però, purtroppo, che avrà ragione: la vita sulla terra si avvia al termine e non c'è più nulla da fare.

Anche la sua morte lo rende unico da tutti gli altri: non assumerà la pillola letale ma si schianterà con la sua auto contro un cartellone pubblicitario.
Altro punto cardine del film è proprio la scritta del messaggio "NON DISPERATE", perché è intorno a tale messaggio che molti conservano la speranza di una nuova vita, in luoghi dove la vita non esiste più.
Il testo, infatti, lascia intendere che qualcuno sia sopravvissuto all'immane tragedia e che le radiazioni in quei luoghi sia sceso a livelli accettabili per il prosieguo della vita; come spiegare ai nostri personaggi che si tratta della beffa più atroce che la vita ha riservato loro?
- Il messaggio infatti è un video registrato di una giornalista australiana, inviata in Alaska per un documentario sulle balene;
- Il testo "NON DISPERATE" in realtà, fa riferimento alla scomparsa di alcuni esemplari di cui non si avevano più notizia e che però poi sono state ritrovate;
- la giornalista, però, suo malgrado, si trova di fronte ad un evento più grande di lei: lo scoppio della guerra nucleare e alla sua immane disperazione nel non sapere dove fuggire;
- la poverina si suiciderà con del veleno, prima che siano sopraggiunte le radiazioni a devastare tutto.

Il nostro comandante rimane sgomento, ma anche deluso: ogni speranza è persa, tutto è finito.
Di ritorno sul sottomarino, però, non racconterà tutto quello che ha visto, ma solo che il messaggio proveniva da un PC: forse voleva evitare a tutti gli altri lo scherzo troppo crudele che il destino aveva riservato loro.
Un film iniziato tragicamente, non poteva che finire allo stesso modo: ognuno di loro si prepara ad affrontare la fine dal proprio punto di vista.
Il nostro pianeta si avvia così a rimanere una terra vuota e deserta, senza più nessuna forma di vita presente in essa: forse – secondo i calcoli di Osborne – fra 3 o 400 anni, essa tornerà ad essere libera dalle radiazioni e potrà generare nuovamente nuova vita; una vita però in cui l'essere umano non ci sarà più.
Volendo concludere con una frase di Zeno: "forse tramite una catastrofe enorme torneremo alla salute [...] la terra, tornata sotto forma di nebulosa, errerà nei cieli priva di parassiti e di malattie."